# Vapenvård
Vapenvård kallas underhåll av ett eldhandvapen.
Vapenvård är nödvändigt för att ett vapen ska fungera felfritt. Det är ett väsentligt moment i militär utbildning. Vilka delmoment som ingår i vapenvården växlar beroende på vilken typ av vapen som ska vårdas.

## Vanliga delmoment inom vapenvård

### Underhåll av pipa
Detta görs för att ta bort eventuella krutrester i pipan som annars kan orsaka slitage, dålig kulbana och i väldigt sällsynta fall pipsprängning. Att smörja pipan motverkar rostbildning.

### Underhåll avslutstycke
Genom att ofta och kontinuerligt underhålla slutstycket kan man motverka slitage och att ett skott eventuellt "klickar". Även fjädern i slutstycket slits om geväret används flitigt. Detta kan man också hålla ett öga på om man med jämna mellanrum håller ett öga på slutstycket.

### Underhåll av kolv
Underhållet av en gevärskolv skiljer sig åt beroende på utformning och material. En träkolv måste ibland oljas för att bevaras och för att inte påverkas för mycket av väta. En träkolv som varit utsatt för fukt kan även "röra" sig, vilket betyder att träet till exempel sväller. Om kolven då trycker emot pipan så att pipans hängning påverkas kan skottläget förändras. För att undvika detta kan man i sådana fall slipa bort några millimeter just där kolven tar emot pipan. Syntetiska kolvar har blivit allt vanligare på senare år, antagligen mycket på grund av att man då slipper mycket av denna vapenvård.